# Wuffa
Wuffa (auch Uuffa; † 578) war ein König des angelsächsischen Königreichs East Anglia im 6. Jahrhundert.

## Leben
Über die Frühzeit des Reiches von East Anglia ist wenig bekannt. Wehha gilt als der Begründer des dortigen Königtums. Wuffa soll seinem Vater Wehha 571 auf den Thron gefolgt sein. Er starb im Jahr 578. Vermutlich wurde sein Leichnam verbrannt und unter dem Mound 5 in Sutton Hoo beigesetzt. Die späteren Könige von East Anglia benannten ihre Dynastie nach diesem Ahnherren als Wuffinger. Sein Nachfolger wurde sein Sohn Tyttla.
Es ist fraglich ob es sich bei Wuffa um eine historische Person oder einen nur mythischen Dynastiegründer handelt. Doch dass er namensgebend für die Dynastie wurde spricht für seine große Bedeutung. Angaben zu seiner Herrschaft sind nicht überliefert. Auch die Daten seiner Regierungszeit können nicht sicher bestimmt werden. Während üblicherweise von einem Ansatz von ca. 571 bis ca. 578 ausgegangen wird, werden andererseits auch Einordnungen von 548 bis 551 vertreten.